# Kalinów (województwo opolskie)
Kalinów (niem. Kalinow, 1936-1945 Blütenau) – wieś w Polsce położona w województwie opolskim, w powiecie strzeleckim, w gminie Strzelce Opolskie.

## Historia
W 1910 r. w Kalinowie mieszkało 460 osób, w tym 422 mówiących językiem polskim, 38 językiem niemieckim. Głównym źródłem utrzymania ludności było rolnictwo.
W wyborach komunalnych z listopada 1919 roku oddano wszystkie 38 głosów na listę polską, uzyskując komplet 9 mandatów. Podczas plebiscytu na Górnym Śląsku z 20 marca 1921 r. spośród 269 uprawnionych do głosowania (w tym 37 emigrantów) głosowało za Polską 70, za Niemcami - 190 osób.
Podczas III powstania śląskiego, 7 maja 1921 roku, Kalinów został zajęty przez baon tarnogórski Romana Koźlika z Podgrupy „Bodgan”. Wieś stanowiła siedzibę sztabu tegoż związku taktycznego. Od 21 maja Kalinów znalazł się na linii frontu. 23 maja siły polskie przeprowadziły nieudany atak z rejonu Kalinowa na Ligotę Dolną. Około 2.00 w nocy 30 maja trzy kompanie 3. baonu Freikorps Oberland uderzyły na Kalinów i posuwały się dalej drogą przez las w stronę dworca kolejowego w Szymiszowie. W trakcie tego natarcia wzmocniono walczące oddziały niemieckie baonem szturmowym „Heinz”, który ruszył na północ z Niwek, osłaniając lewe skrzydło (od zachodu) atakujących, a z prawej flanki (od wschodu) podobne zadanie otrzymały dwie kompanie 2. baonu Oberlandu kierujące się na Rożniątów. Celem drugiej grupy było odcięcie oddziałów polskich w Kalinowie. 31 maja wieś została zajęta przez 3. baon mjra Siebringhausa z Freikorps Oberland. Walki o Kalinów z oddziałami polskimi były bardzo zacięte. Z jednej kompanii 3. baonu Oberlandu zginęło sześciu oficerów. Oddziały niemieckie nie brały jeńców z wyjątkiem żołnierzy alianckich - do niewoli wzięto jednego francuskiego oficera i pięciu towarzyszących mu żołnierzy walczących po stronie polskiej. Walcząca pod Kalinowem kompania Mikulczyce z Pułku Zabrzańskiego pod dowództwem Wincentego Gawlika straciła 38 powstańców, większość z nich nie poległa podczas walki, ale została stracona dopiero po wzięciu do niewoli, co ustalono na podstawie wyglądu zwłok pochowanych koło domu miejscowego gajowego. Na terenie Kalinowa walczył sławny z okrucieństwa oddział pod dowództwem Beppo Römera. Zbiegły z niewoli niemieckiej Piotr Wiencek zeznał, iż został zaprowadzony do dworu w Kalinowie, gdzie kazano mu poznawać ludzi z Mikulczyc „lecz wszyscy byli tak strasznie pobici, że nikogo nie było można rozpoznać”. W odwecie za akt zbrodni dokonany na wziętych do niewoli powstańcach baon R. Koźlika, wycofując się z Kalinowa, wysadził w powietrze miejscowy pałac. Tegoż dnia, po bitwach pod Szymiszowem i Rożniątowem, Kalinów został odbity przez Polaków. Podczas walk zginął zamordowany przez Selbstschutz Oberschlesien mieszkaniec wsi, Alfons Świerzy. W walkach o Kalinów, według własnych ocen, Niemcy stracili 20 zabitych i 30 rannych. 3 czerwca baon mjra Siebringhausa bezskutecznie próbował opanować wieś.
W latach 1954–1959 wieś należała i była siedzibą władz gromady Kalinów, po jej zniesieniu w gromadzie Rożniątów. Od 1950 r. miejscowość administracyjnie należy do województwa opolskiego.

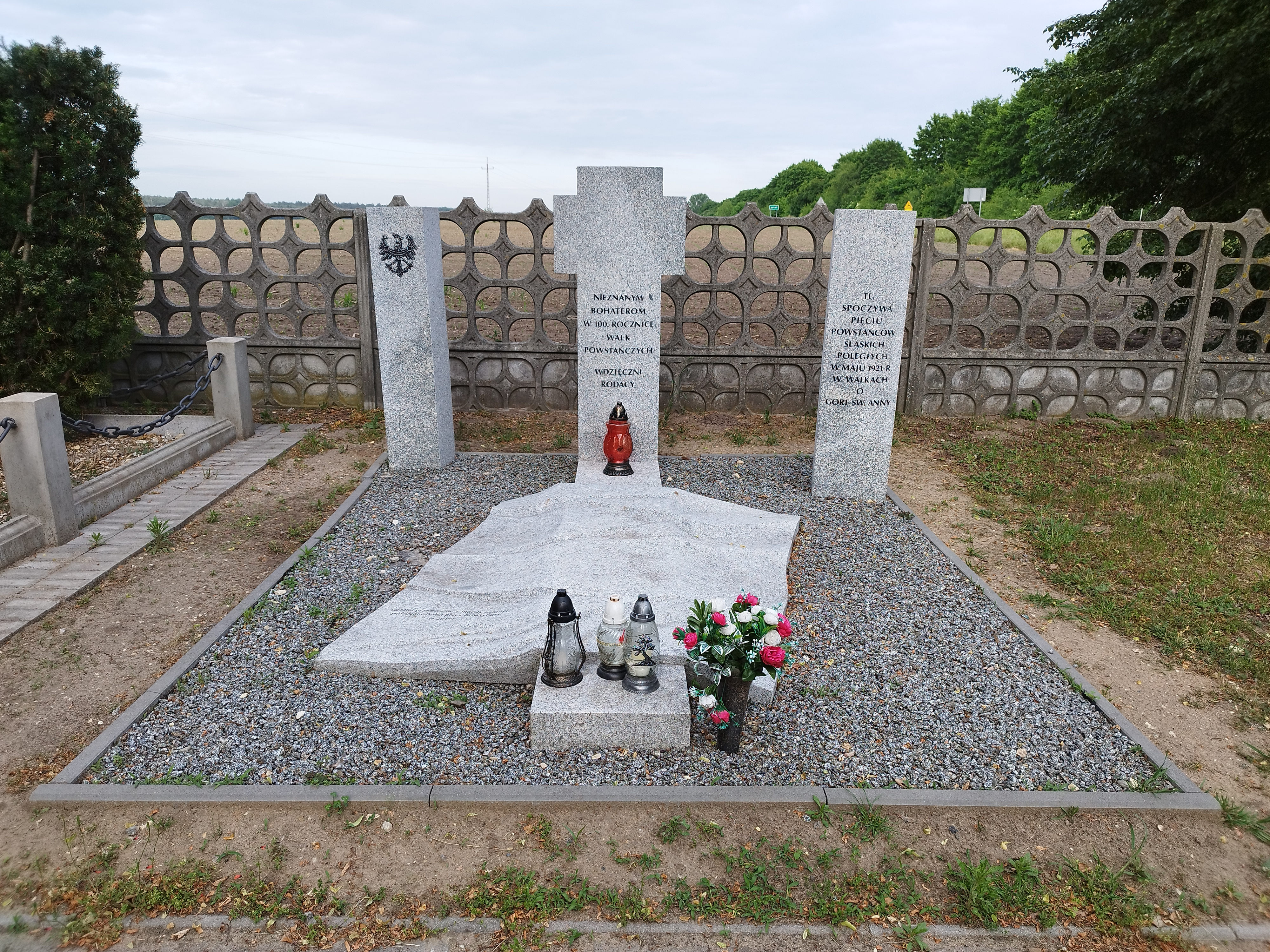
Zbiorowa mogiła pięciu nieznanych powstańców śląskich na cmentarzu parafialnym w Kalinowie.

6 lipca 2021 r. na cmentarzu parafialnym w Kalinowie zostało pochowanych pięciu nieznanych powstańców śląskich poległych w bitwie o Górę św. Anny 21 maja 1921 r., których szczątki, po ekshumacji, przeniesiono z mogiły znajdującej się pod polną drogą w Ligocie Dolnej.

## Zabytki
Do wojewódzkiego rejestru zabytków wpisane są:
- kościół fil. pw. Narodzenia NMP, z XV w., XVIII w.
- zbiorowa mogiła powstańców śląskich, na cmentarzu rzym.-kat.
- spichlerz dworski, z XIX w.
- park dworski, z poł. XVIII do XIX w.